# Érize-la-Petite
Érize-la-Petite é uma comuna francesa na região administrativa de Grande Leste, no departamento de Meuse. Estende-se por uma área de 7,18 km². Em 2010 a comuna tinha 55 habitantes (densidade: 7,7 hab./km²).